# Order Estońskiego Czerwonego Krzyża
Order Estońskiego Czerwonego Krzyża (est.: Eesti Punase Risti teenetemärk) – odznaczenie ustanowione w Estonii w 1920, przyznawane za zasługi w ratowaniu ludzkiego życia i działalność humanitarną na rzecz Estończyków.

## Historia
Estoński Czerwony Krzyż został założony w 1919 po zwycięskich utarczkach z oddziałami bolszewickimi, rok później ustanowiono odznaczenie, które zostało potwierdzone przez państwo. Odbiegając od schematu odznaczeń zasługi Czerwonego Krzyża w innych państwach, które na ogół posiadają tylko trzy klasy z oznakami noszonymi na piersi, wprowadzono według wzoru Legii Honorowej sześć klas Orderu Estońskiego Czerwonego Krzyża: pięć podstawowych – od Wielkiego Krzyża do Krzyża Kawalerskiego – i szóstą, odznaczaną medalem. Order był nadawany do zaboru Estonii przez Związek Radziecki w 1940 i został odnowiony po odzyskaniu niepodległości w 1991.

## Insygnia
Insygnia orderu to oznaka, gwiazda I i II klasy oraz medal. Oznaką jest emaliowany na czerwono krzyż grecki z białymi bordiurami. W medalionie awersu znajduje się otoczona niebieskim wieńcem złota litera „E” („Eesti” = Estonia), medalion rewersu nosi napis „Inter arma caritas” otaczający datę „1919”. Między ramionami krzyża umieszczone są złote promienie, jako zawieszka służy również wiązka złotych promieni. Gwiazda I i II klasy jest srebrna, ośmiopromienna, ozdobiona awersem oznaki orderowej, z wieńcem laurowym otaczającym godło państwowe Estonii w medalionie środkowym. Odznaczenie jest noszone na niebieskiej wstędze z obustronnymi czarno-białymi bordiurami (barwy narodowe Estonii). Medal odznaczenia jest srebrny, z prostym symbolem Czerwonego Krzyża na awersie i z napisem „Eesti Punane Rist” (Estoński Czerwony Krzyż) na rewersie.